# Kinepolis Antwerpen

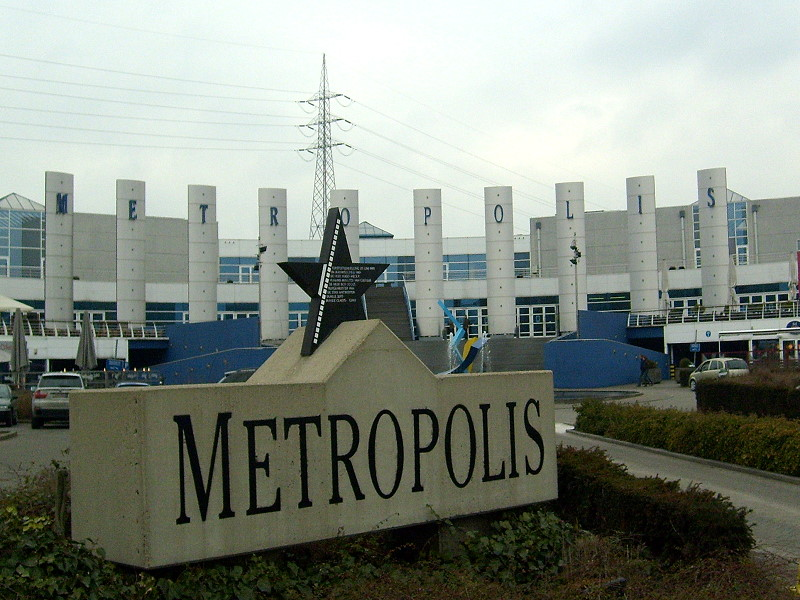
Metropolis in 2009, voor de naamsverandering.

Kinepolis Antwerpen is een bioscoopcomplex in de Belgische stad Antwerpen en is eigendom van de Kinepolis Group (hierna; Kinepolis). Het ligt in de wijk Luchtbal, in het noorden van de stad. Tot de zomer van 2011 heette het complex Metropolis. De naamsverandering werd doorgevoerd naar analogie met de andere complexen van Kinepolis. De kenmerkende zuilen die 18 jaar de naam "Metropolis" droegen, kregen een nieuw opschrift.

## Geschiedenis
De bouw startte op 1 juni 1993. Het complex opende reeds de deuren op 17 oktober 1993, toen men nog aan de tweede vleugel bouwde. Dit betekende het verval van de cinema's in de stad zelf, zoals het Rex-concern van Georges Heylen. Ook de horeca in het Statiekwartier rond Cinema Rex leed eronder. Initieel werd geen horeca rond Metropolis toegestaan, maar nog binnen het jaar kwamen er toch fastfoodketens.
In 2016 werd een Barco Escape-projectiesysteem gebouwd, waarbij beeld wordt geprojecteerd op drie schermen in plaats van één. Tijdens de film Star Trek: Beyond werden beelden van bepaalde scènes op de twee zijschermen geprojecteerd. Een jaar later werd voor het eerst in België een volledige film met behulp van Barco Escape vertoond.
In december 2019 werd een ScreenX-zaal geopend. Bij ScreenX wordt het beeld naast het hoofdscherm ook op zijwanden geprojecteerd, in tegenstelling tot Barco Escape dat drie schermen gebruikt.

## Organisatie
Kinepolis Antwerpen heeft 24 filmzalen met in totaal 7.368 zetels. De grootte van de zalen varieert van 182 tot 694 plaatsen per zaal. Er werken gemiddeld 150 studenten en 30 vaste medewerkers.

## Complex
Binnen het complex bevinden zich een Leonidas winkel, een Burger King-filiaal en enkele horeca- en snackzaken. De Burger King werd geopend op 28 juni 2017 en was het eerste filiaal van de keten in België. Het kwam in de plaats van het Quick-filiaal.
Kinepolis Antwerpen heeft ook een business and communication center, waar verschillende zakelijke aangelegenheden kunnen doorgaan dankzij seminarielokalen, receptiezalen en filmzalen die omgebouwd kunnen worden tot auditorium.